# RIZIN LANDMARK 12
RIZIN LANDMARK 12 in KOBE（ライジン・ランドマーク・テン・イン・コウベ）は、日本の総合格闘技団体「RIZIN」の大会の一つ。
2025年11月3日に兵庫県神戸市GLION ARENA KOBE（ジーライオンアリーナコウベ）で開催予定。

## 概要
本大会はGLION ARENA KOBE初の総合格闘技イベントとして行われる予定である。

## 対戦カード
未定